# Angiopteris wangii
Angiopteris wangii är en kärlväxtart som beskrevs av Ren Chang Ching. Angiopteris wangii ingår i släktet Angiopteris och familjen Marattiaceae. Inga underarter finns listade i Catalogue of Life.